# 卫生设施

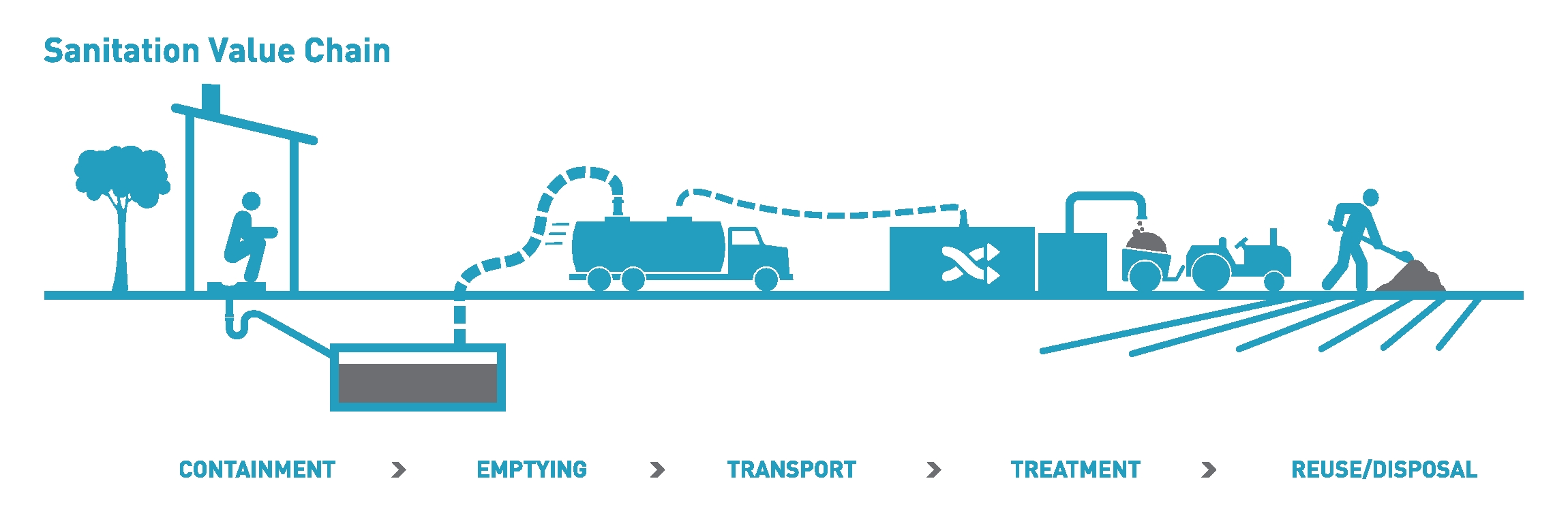
卫生设施系统：收集、运输、处理、处置或粪便再利用。

卫生设施，是指涉及公共卫生及环境卫生的设施，包括净化饮用水和对人类粪便进行适当处理和处置，也包括排污。避免人与粪便接触是卫生设施的主要功能，比如用肥皂洗手。卫生设施的目的是，通过提供清洁的环境，来保护人类健康。它能阻止疾病传播，尤其是通过粪口路径。例如，腹泻是导致儿童营养不良和发育迟缓的主要原因，可以通过卫生设施来降低它的发生几率。此外还有许多疾病容易在卫生设施条件较差的社区传播，例如蛔虫病（一种肠道寄生虫病）、霍乱、肝炎、小儿麻痹、血吸虫病、沙眼等，这只是其中几个例子。
存在一系列的卫生技术和方法，例如：社区主导的全面卫生、基于容器的卫生设施、生态卫生设施、应急卫生设施、环境卫生设施、现场卫生设施和可持续卫生设施。卫生设施包括对人类排泄物和废水的接纳、存储、运输、处理，以及处置或再利用。卫生设施系统内的再利用活动，可能集中于粪便和废水中所含的营养、水、能量或有机物。这些被称为“卫生设施价值链”或“卫生设施经济”。
为在国家内部或国家间比较服务水平，卫生设施被划分为几个“等级”。联合监测计划（Joint Monitoring Programme，简称JMP）在2016年定义的卫生等级从露天排便开始，使用“未改进”、“有限”、“基本”等术语逐级升高，一直到最高等级“安全管理”。这特别适合发展中国家。
享有饮水和卫生设施的人权在2010年得到联合国大会的认可。卫生设施是全球发展的优先重点，也是可持续发展目标6的主题。JMP在2017年的估算表明，目前有45亿人没有安全管理的卫生设施。缺乏卫生设施不仅会影响公共卫生，还会影响人的尊严和人身安全。

## 定义
世界卫生组织定义的“卫生设施”一词如下：
卫生一般系指提供用于安全处置人类粪便的设施和服务。缺乏环境卫生是全世界一大疾病起因，而改善环境卫生对家庭和整个社区的卫生具有已被确认的显著有益影响。卫生也涉及通过垃圾收集和废水处理等服务保持清洁的环境。
（页面存档备份，存于）
卫生设施涵盖了以下四类工程基础设施项目（虽然通常只有第一个是与“卫生设施”一词密切相关的）：排泄物管理系统、污水管理系统（这里包括污水处理）、固体废物管理系统、雨排系统。

## 目标
卫生设施的总体目标是，为每一个人提供健康的生活环境，保护自然资源（例如地表水、地下水、土壤），并在人们大便或小便时提供安全和尊严。
我们还有一项关于卫生设施的人权：2010年9月，联合国人权理事会通过了一项决议，承认人类对饮水和卫生设施的权力，是适足生活水准下人权的一部分。
有效的卫生设施系统形成了排泄物和人类之间的屏障，以这种方式阻断了疾病的传播途径（例如，在粪便传播疾病的情况下）。F图具象化了这一方面，其中粪口路径中所有的主要途径均以字母F开头：粪便（Feces）、手指（Fingers）、苍蝇（Flies）、田野（Fields）、液体（Fluids）、食物（Food）。
面临的主要挑战之一是提供可持续卫生设施，尤其是在发展中国家。持续维持卫生设施具有技术、制度和社会等方面的性质。卫生基础设施必须适应多种特定情况，包括消费者的期望和当地可用的资源。
卫生设施技术可能涉及集中化的土木工程结构，例如下水道、污水处理、地表径流处理和固体废物掩埋。这些结构被设计用来处理废水和城市固体废物。卫生设施技术也可以采取相对简单的现场卫生设施系统的形式。在某些情况下，可以采取简易旱厕的形式，或其它类型的用于排泄物管理的免冲水马桶。
为人们提供卫生设施需要关注整个系统，而不仅仅是关注技术方面，比如马桶、粪便污泥管理或污水处理厂。“卫生链”涉及到用户习惯、粪便和废水的收集方法、废物运输及处理，以及再利用或处置。所有这些都需要通盘考虑。

## 类型和术语

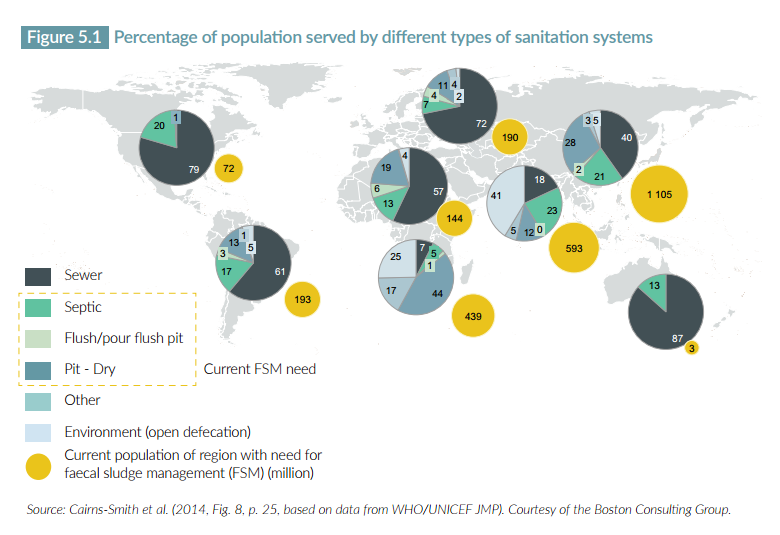
不同类型的卫生设施系统所服务人口的百分比

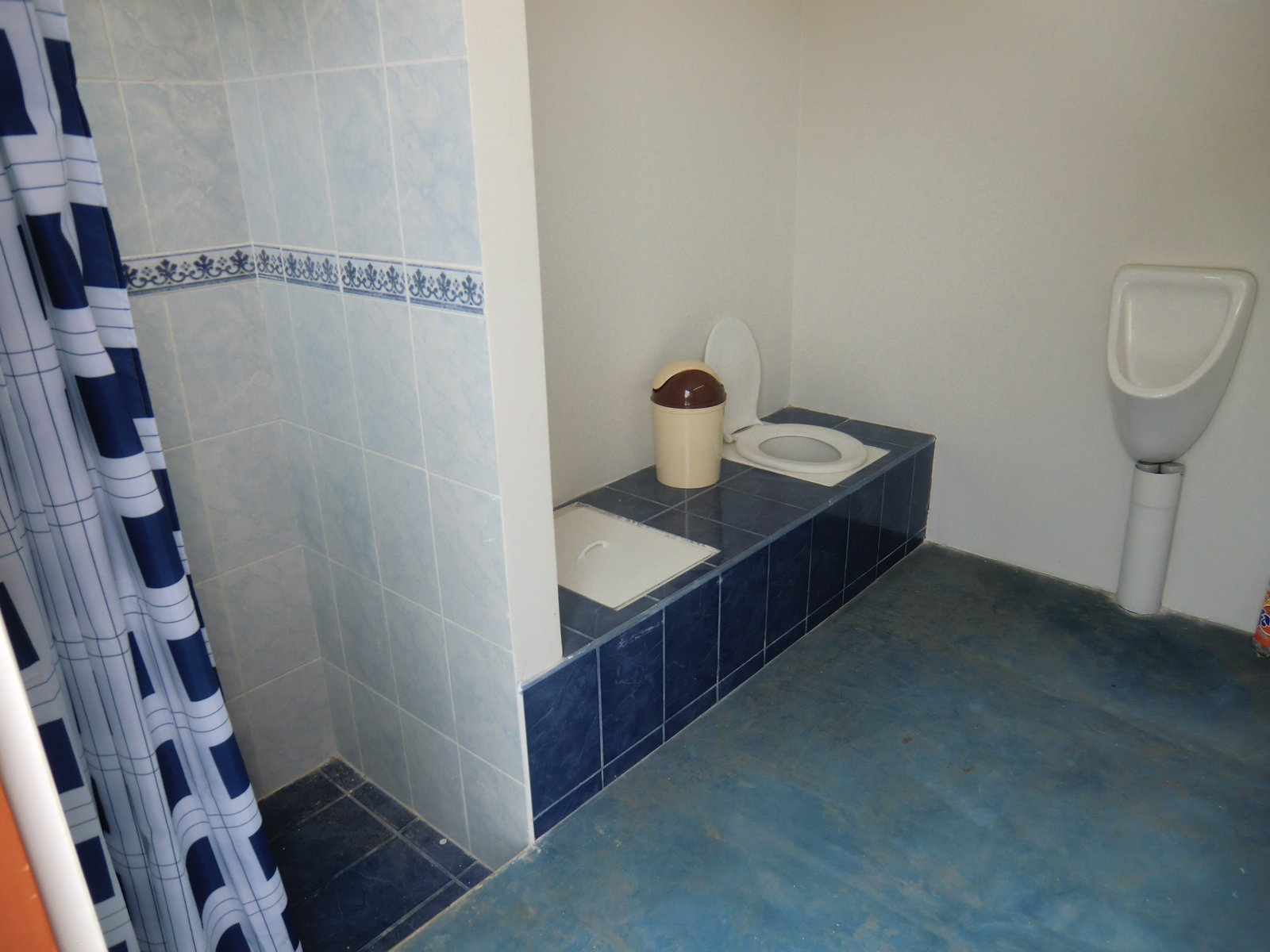
卫生基础设施的示例：秘鲁利马的淋浴、双位粪尿分离干厕（UDDT）和无水小便器

卫生设施一词加上不同的限定语或形容词，就能表示不同类型的卫生设施系统（可能仅涉及人类排泄物管理或涉及整个卫生系统，即同时涉及灰水、雨水和固体废物管理）-按对应英文的字母顺序：

### 基本（Basic）卫生设施
2017年，JMP定义了一个新的术语：“基本卫生设施服务”。它被定义为不与其它家庭共用的改善的卫生设施。较低水平的服务现在被称为“有限的卫生设施服务”，指的是两个家庭或更多家庭之间共用的改善的卫生设施。

### 基于容器的（Container-based）卫生设施
基于容器的卫生设施（CBS）是指人类排泄物被收集在可密封、可移动的容器中，然后被运输到处理设施。基于容器的卫生设施通常作为一项服务提供，涉及提供某些类型的可移动厕所，并收集排泄物，费用由用户承担。通过适当地发展、支持和运作伙伴关系，CBS可以为低收入城市人口提供安全的粪便收集、运输和处理服务，而其成本比安装和维护下水道的成本低。在大多数情况下，CBS是基于尿便分离旱厕的使用的。

### 社区主导的（Community-led）全面卫生设施
社区主导的全面卫生设施（CLTS）是一种主要在农村人口中，通过“触发”过程，实现行为养成)的方法，目的是促进自发且长期放弃露天排便的做法。CLTS采用一种使农村卫生设施无需补充硬件设施即可工作的方法，促使社区认识到露天排便的问题，并通过集体行动来“消灭露天排便”。

### 干式（Dry）卫生设施
“干式卫生设施”一词并没有被广泛使用，也没有非常明确的定义。它通常是指采用某种旱厕且没有下水道来排走粪便的系统。通常人们所谓的“干式卫生设施”，意思是一个采用尿便分离旱厕（UDDT）的卫生设施系统。

### 生态（Ecological）卫生设施

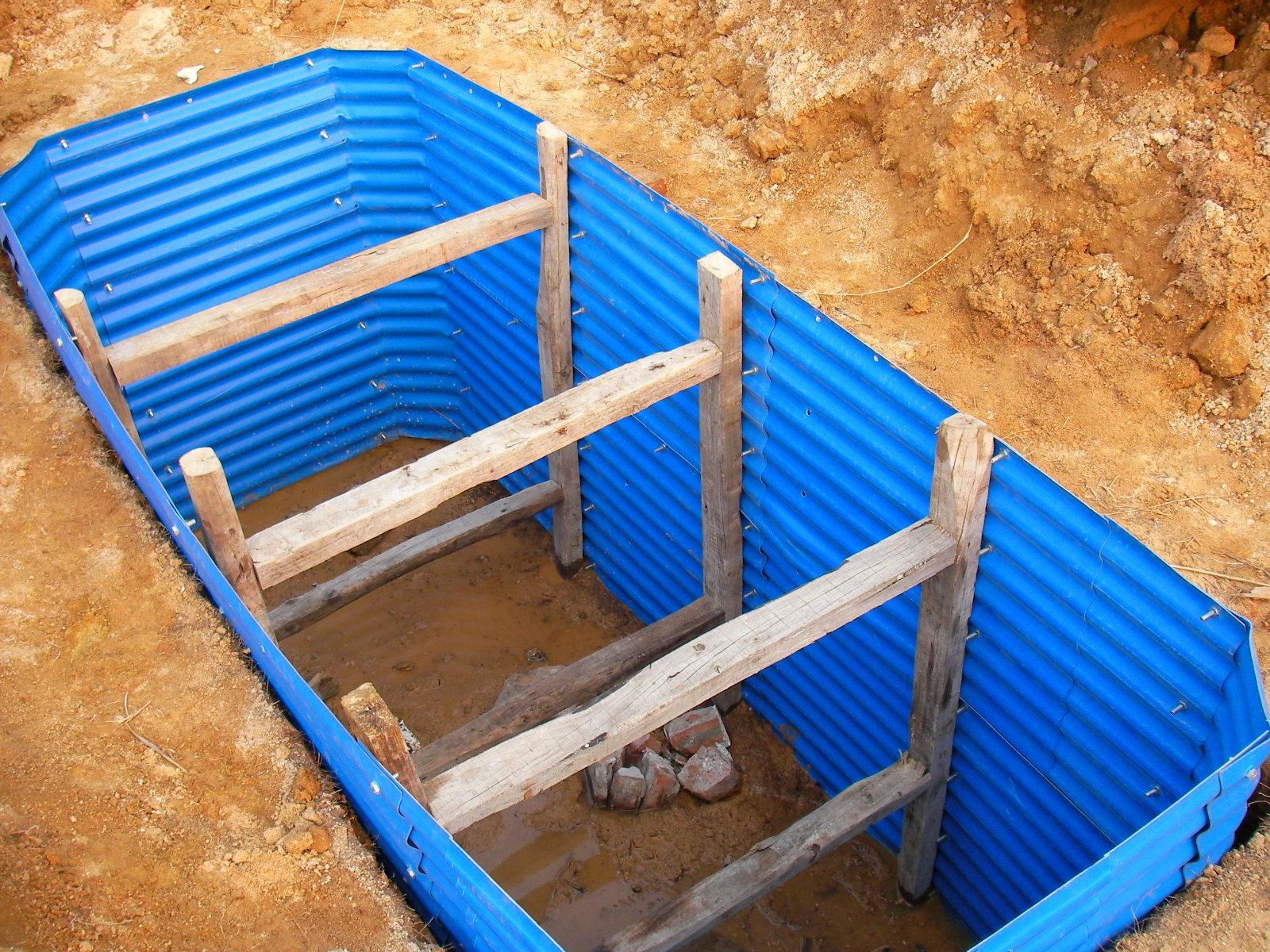
Evenproduct的应急坑衬套件

生态卫生设施是一种方法，而不是一种技术或设备，其特征是希望以安全的方式在卫生设施和农业之间建立“闭环”（主要是养分和有机物） 。换句话说：“生态卫生设施系统将粪便资源（植物养分和有机物）安全地循环利用到作物生产中，从而最大限度地减少不可再生资源的使用”。通过适当的设计和操作，生态卫生设施系统可提供卫生安全、经济且闭环的系统，以将人类排泄物转化为养分返回到土壤，将水返回到地面。生态卫生也被称为资源导向的卫生设施。

### 应急（Emergency）卫生设施
应急卫生设施在某些情况下是必需的，比如自然灾害，以及救济难民和国内流离失所者（IDP）。应急卫生设施有三种使用周期：即时的、短期的和长期的。对于即时的应急卫生设施，重点是管理露天排便，而厕所技术可能会包含非常基本的原始厕所、旱厕、桶式厕所、基于容器的卫生设施和化学厕所。短期的应急卫生设施可能还会涉及尿便分离旱厕、化粪池、分散式废水系统等技术。提供洗手设施和粪便污泥管理也是应急卫生设施的一部分。领域组织的手册为灾难或冲突之后的卫生设施提供了保护原则与核心标准。

### 环境（Environmental）卫生设施
环境卫生设施涵盖了对与疾病传播途径有关的环境因素的控制。这一类别下面包括固体废物管理、水和废水处理、工业废料处理以及噪音和污染控制。

### 改善的和未改善的（Improved and unimproved）卫生设施
改善的卫生设施和未改善的卫生设施指的是家庭层面的人类粪便管理。该术语是世界卫生组织/联合国儿童基金会的供水与卫生设施联合监测计划用于描述千年发展目标在卫生设施方面的目标的指标。

### 缺乏（Lack of）卫生设施
实际上，缺乏卫生设施通常意味着缺乏任何人都想自愿使用的厕所或卫生的厕所。缺乏卫生设施的结果通常是露天排便（和露天排尿，但这是不太令人关心的）及其相关的严重公共健康问题。据估计，截至2015年，仍有24亿人缺乏改善的卫生设施，其中6.6亿人缺乏安全的饮用水。

### 现场（Onsite）卫生设施
现场卫生设施被定义为“在粪便和废水产生的地点即对其进行收集、储存或处理的卫生设施系统”。:173处理程度可能会有所不同，从不处理到先进处理。例如坑式原始厕所（不处理）和化粪池（经污水处理）。现场卫生设施系统经常会连接到粪便污泥管理系统，在现场产生的粪便污泥就能在异地处理。只有当建筑物内部或附近有管道供水时才会产生废水（污水）。
一个相关的术语是分散式废水系统，特别是指现场卫生设施的废水部分。同样，现场污水设施可以处理现场产生的废水。

### 安全管理的（Safely managed）卫生设施
JMP定义现在将较高水平的卫生设施服务称为“安全管理的卫生设施”。这是基本的卫生设施服务，粪便可以安全地就地处置，也可以运输到异地处理。

### 可持续（Sustainable）卫生设施
可持续卫生设施考虑整个“卫生设施价值链”，包括用户的经验、排泄物和废水的收集方法、废物的运输、处理和再利用或处置。大约从2009年，该词被广泛使用。2007年，可持续卫生设施联盟定义了五项可持续性标准来比较卫生设施系统的可持续性。为了保持可持续性，卫生设施系统必须在经济上可行，在社会上可接受，在技术和体制上适当，并且还应该保护环境和自然资源。

### 其它
用来描述某些类型卫生设施的其它术语包括： 
- 基于社区的卫生设施（通常与分散式废水系统（英语：Decentralized wastewater system）相关）

## 健康方面

“F图”展示了粪口疾病传播途径。“F”代表几个以“F”开头的单词——Feces、Finger、Fly、Field、Fluid和Food。蓝竖线表示切断传播途径的方式：马桶、安全饮水、卫生保健及洗手。

### 概述
世界卫生组织（WHO）在2018年的《卫生设施与健康指南》中整理了有关卫生设施与健康的现有信息。缺乏安全的卫生设施系统对健康的影响可分为三类：直接影响（感染）、后遗症（由早先的感染引发的状况）和更广泛的影响。:2这些分类又包括以下影响：:2
- 直接影响：粪-口感染、蠕虫感染和昆虫媒介疾病
- 由早先的感染引发的状况：发育迟缓/生长缓慢，发育迟缓的后果（难产、低出生体重），认知功能受损，肺炎受损（与儿童营养不良时的反复腹泻有关），贫血（与钩虫感染有关）
- 更广泛的影响：立即的（焦虑、性侵犯及相关后果、不良的生育结果）；长期的（失学、贫穷、经济生产力下降、抗生素抗药性）

对于任何社会和经济发展来说，适当的卫生设施与卫生状况良好且安全的饮用水，对良好的健康状况都至关重要。缺乏适当的卫生设施会导致疾病。由卫生设施导致的大多数疾病都与贫困有直接关系。缺乏干净的水和卫生设施条件差，会导致许多疾病，及帮助疾病传播。据估计，卫生设施不足导致了全球范围内4.0%的死亡和5.7%的疾病。
缺乏卫生设施是一个严重的问题，它会影响大多数发展中国家和转型期国家。隔离粪便和垃圾的重要性在于，通过努力可以阻止那些能由人类废弃物传播的疾病，而这些疾病在不同程度上折磨着发达国家和发展中国家。
由于废物会污染饮用水，并导致婴儿致命的腹泻，因此这种情况对公众健康构成了重大威胁。改善卫生设施，包括洗手和水的净化，每年可以挽救150万死于腹泻疾病的儿童的生命。
据估计，每年有多达5百万人由于缺乏卫生设施和卫生习惯而死于可防止的水媒疾病，在整个历史上，卫生设施的影响都影响到了人类社会。对于健康生活来说，卫生设施是必不可少的。

### 腹泻
腹泻扮演了一个重要角色：由腹泻导致的死亡，估计每年在160万到250万人之间。受影响的大多是5岁以下的婴幼儿。患有腹泻的婴幼儿更容易因发育迟缓而体重不足，这使他们更容易感染其它疾病，例如急性呼吸道感染和疟疾。腹泻主要通过粪口路径传播。
大量研究表明，改善饮用水和卫生设施（WASH）可减少腹泻的风险。这种改善可能包括诸如使用滤水器，提供高质量的自来水管和污水管。
露天排便或缺乏卫生设施是导致各种疾病的主要因素，最主要的是肠胃炎和蠕虫病。例如2011年，感染性腹泻导致了约70万五岁以下婴幼儿死亡，及2.5亿失学日。它还能导致儿童营养不良和发育迟缓。露天排便是腹泻死亡的主要原因；平均每天有2,000名五岁以下的婴幼儿死于腹泻，每40秒就有一例。

### 营养不良和发育迟缓

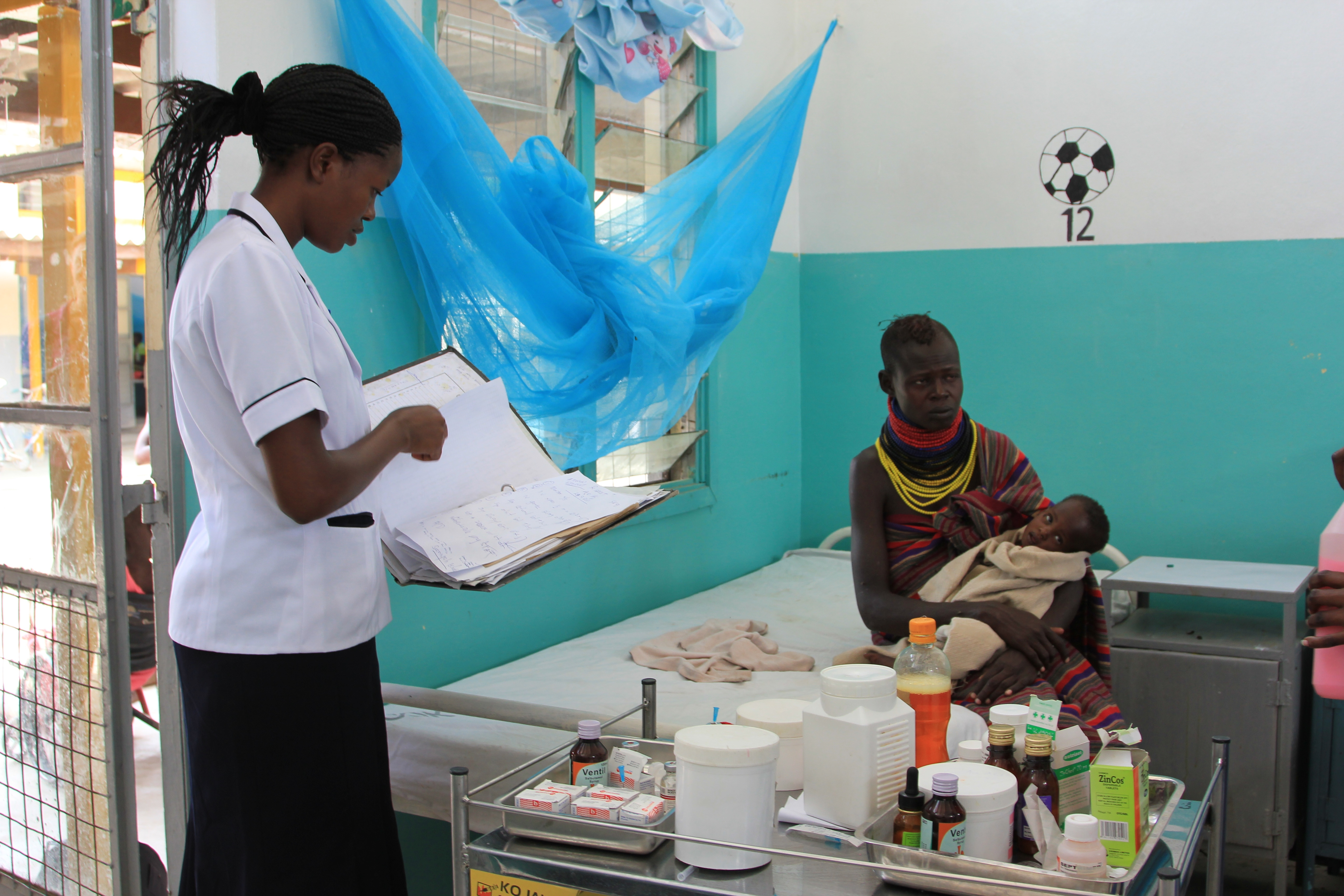
肯尼亚北部，一名儿童正在接受营养不良的治疗

据世界卫生组织估计，由不安全的引用水、卫生设施和个人卫生（WASH）引起的营养不良，直接或间接导致每年有86万名五岁以下的婴幼儿死亡。营养不良与传染病之间的多重相互依赖性，使得很难量化由传染病引起营养不良的部分，而传染病又是由不安全的WASH做法引起的。根据专家意见和文献调查，世卫组织的研究人员得出的结论是，五岁以下儿童的所有营养不良病例（通常导致发育迟缓）中，约有一半是由于反复腹泻或肠道寄生虫感染，而这些又是由不安全饮用水、缺乏卫生设施或个人卫生不足引起的。

### 缺乏卫生设施造成的疾病
缺乏卫生设施和个人卫生引起的相关疾病和状况包括：
- 水传播疾病（英语：水传播疾病），它可能污染饮用水
- 由粪口路径传播的疾病
  - 肠道寄生虫（蠕虫）感染——全世界大约有20亿人感染了土壤传播的寄生虫（英语：土壤传播的寄生虫）；它们是通过人类粪便中存在的卵传播的，而这些粪便反过来又污染了卫生设施差的地区的土壤。[36]
- 儿童发育迟缓（英语：Stunted growth）
- 营养不良，尤其是在儿童

可以通过获得适当的卫生设施和卫生措施来减少的疾病，可以拉一个很长的清单。例如，在印度，有15种疾病被列为可以通过改善卫生设施来避免：
1. 贫血、营养不良
2. 蛔虫病（一种肠道寄生虫感染）
3. 弯曲菌病（英语：Campylobacteriosis）
4. 霍乱
5. 蓝细菌毒素
6. 登革热
7. 肝炎
8. 流行性乙型脑炎（Japanese encephalitis，简称JE）
9. 钩端螺旋体病
10. 疟疾
11. 皮癣菌病或癣（实际上是真菌感染）
12. 疥疮
13. 血吸虫病
14. 沙眼
15. 伤寒和副伤寒肠道发热
16. 志贺杆菌病

脊髓灰质炎是另一种与不当的卫生设施和个人卫生有关的疾病。

### 促进个人卫生

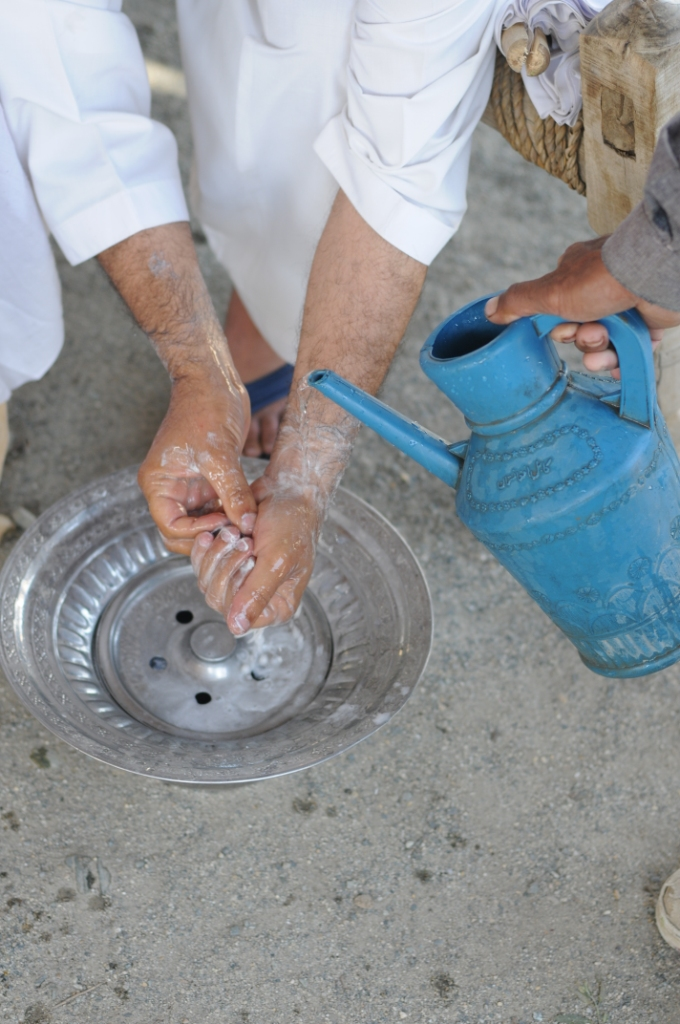
阿富汗的卫生教育（正确的洗手方法）

在许多情况下，仅提供卫生设施并不能保证人们的身体健康。研究表明，卫生习惯对卫生设施相关疾病的影响，与实际提供卫生设施一样大。因此，促进个人卫生是卫生设施的重要组成部分，并且通常是保持健康的关键。
促进卫生是一种计划好的方法，使人们能够行动起来改变他们的行为，以便减少和/或预防与饮用水、卫生设施和个人卫生（WASH）相关疾病的发生。它通常涉及一种特殊方法，使人们担负起WASH服务和基础设施的责任，包括其运营和维护。促进个人卫生的三个关键要素是：互相分享信息和知识，动员受影响的社区，以及提供必要的材料和设施。

## 环境方面

### 指标生物
在分析环境样本时，会使用各种指标生物来检查样本的粪便污染情况。水的细菌学分析的常用指标包括“大肠杆菌”和非特定的粪便大肠菌。对于来自旱厕的土壤、污水污泥、生物固体或粪便样本，寄生虫卵是一种常用的指标。通过分析寄生虫卵，从样品中提取卵之后进行生存力测试，以区分有生命力的卵和无生命力的卵。然后计算样本中寄生虫卵的存活比例。

### 废水和雨水管理

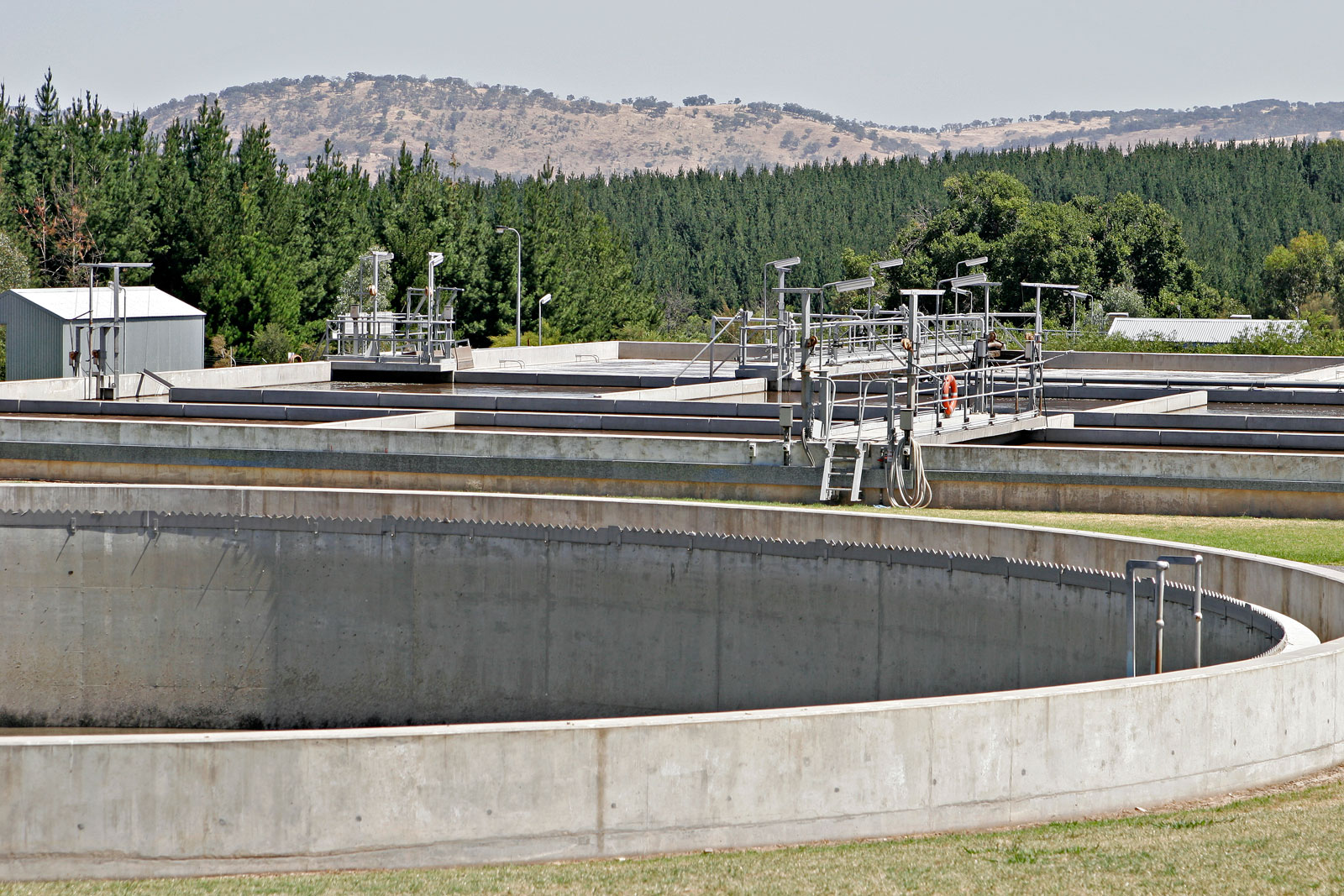
污水处理厂，澳大利亚。

废水管理包括收集、污水处理（城市或工业污水处理）、经过处理的污水的处置或再利用。后者也称为中水。
发达国家城市地区的卫生设施系统通常包括重力驱动的下水道中废水的收集、在污水处理厂中处理，以便再利用或排放到江河湖海中。下水道要么与雨排相结合，要么与雨排分开作为生活污水下水道。复合下水道通常是在城市的中心、老旧地区。降水量大和维护不足会导致复合下水道溢出或生活污水溢出，即，稀释的未被处理的生活污水或多或少被排放到环境中。工业废水经常被排入城市下水道，这会使污水处理更复杂，除非工业废水在排放之前进行预处理。
在发展中国家，大部分污水仍然是未经处理即排放到环境中。集中式下水道系统的替代品包括现场卫生设施、分散式废水系统，连接到粪便污泥管理系统的旱厕。

### 固体废物处理

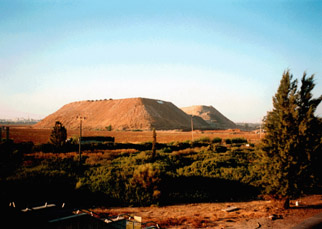
赫里亚垃圾场，以色列。

固体废物的处置通常在垃圾填埋场进行，但是焚烧、回收、堆肥和转化为生物燃料也都是处置途径。就垃圾填埋场而言，发达国家通常有严格的每日覆盖表层土的规程，而发展中国家通常并不严格执行规程。每日覆盖的重要性在于减少病媒接触和病原体传播。每日覆盖还可以最大限度地减少气味散发，并减少风把垃圾吹走。同样，发达国家通常也要求用粘土型土壤来密封垃圾填埋场的四周，以尽可能减少因渗滤液的迁移而污染地下水（从而危及到一些饮用水源）。
对于焚烧处理来说，伴随的不良后果是，会释放出空气污染物，包括某些毒性成分。回收和转化为生物燃料是可持续性的选择，通常具有较高的生命周期成本，尤其是在考虑到总体生态学后果时。堆肥的价值最终将受到堆肥产品市场需求的限制。

### 气候变化
气候变化会通过多种途径对现存的卫生设施服务产生负面影响：由洪水造成损害和丧失服务，以及接收废水的水域的承载能力下降。饮用水和卫生设施服务导致温室气体排放。为了减少这些排放，可以采取以下措施：选择合适的废水处理技术、提高抽水效率、使用可再生能源和在系统内产生能源。可持续卫生设施系统可以通过产生可再生能源来减少温室气体排放，其形式包括生物燃气、热能回收或直接从排泄物产生。这些选项具有附加的减缓气候变化的潜力。

## 发展中国家

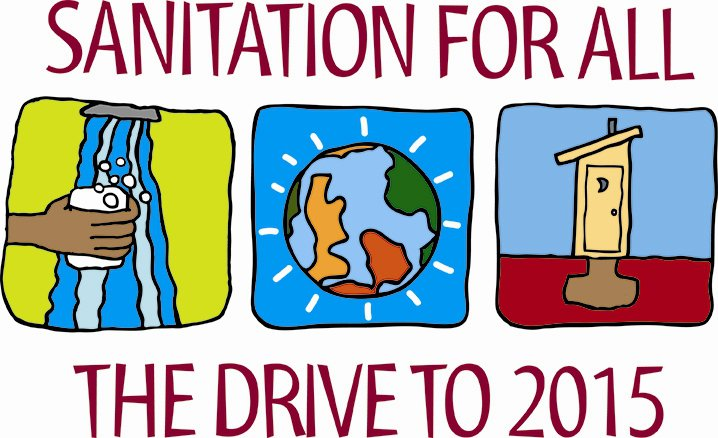
修改后的国际环境卫生年标识，联合国在实现2015目标时使用的标志

2006年12月，联合国大会宣布2008年为“国际环境卫生年”，以引起对千年发展目标中卫生设施目标的重视，因为朝向该目标的进展着实缓慢。该卫生年的目的是提高认识，并以更多的实际行动来达到上述目标。

### 可持续发展目标6
2016年，可持续发展目标替换了千年发展目标。卫生设施是一个全球发展的优先事项，也是可持续发展目标6（SDG 6）的主题。其目标是，到2030年，确保每个人在每个地方都能上厕所。
卫生设施目标的一个指标是：“使用安全管理的卫生设施服务（包括用肥皂和水的洗手设施）的人口比例”。按照JMP的估计，以2017年作为基准，还有45亿人没有用上改进的卫生设施。JMP即联合监测计划（Joint Monitoring Programme），是联合国儿基会和世卫组织用来监测SDG6进展的。

#### 2015之前的千年发展目标7

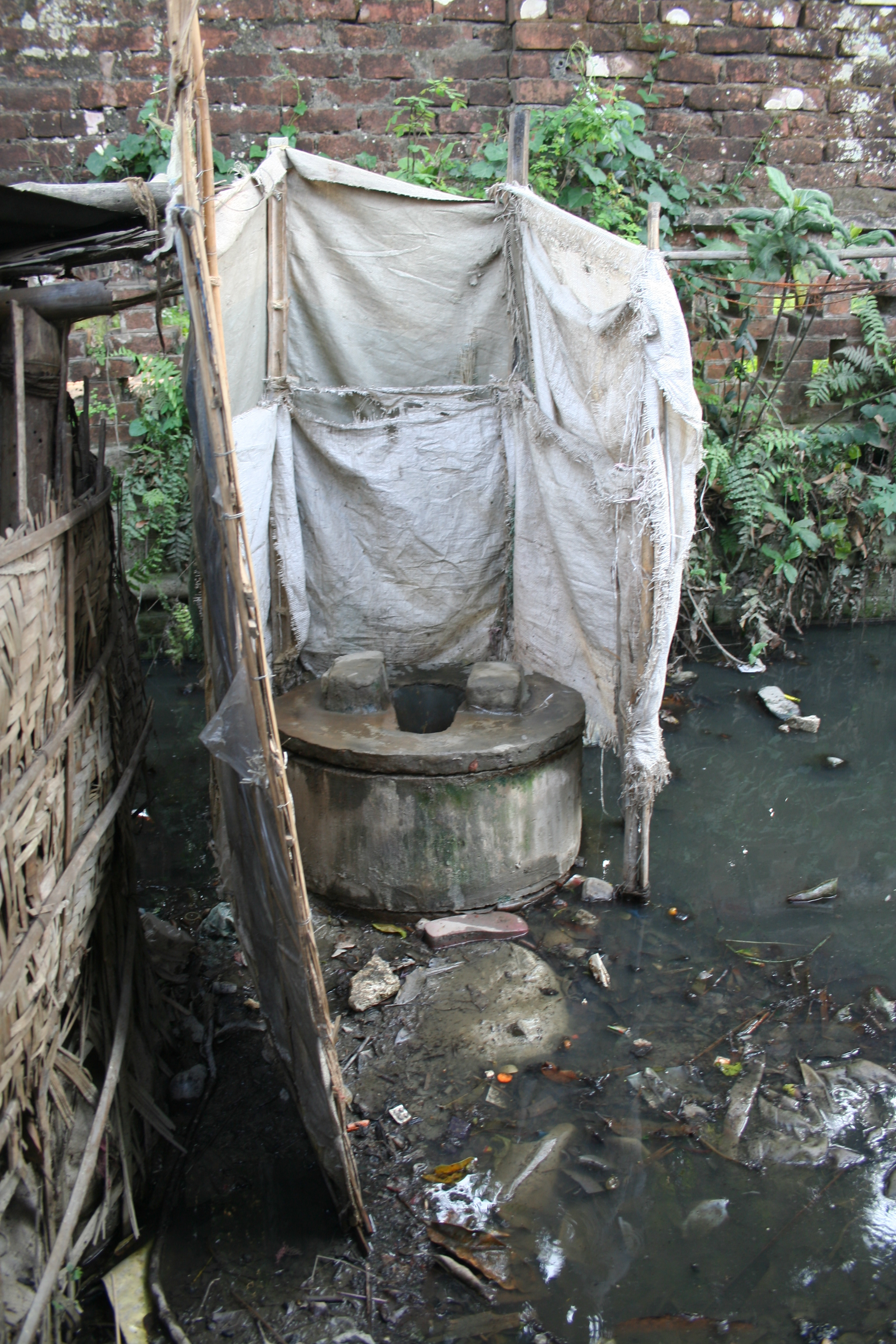
一个缺乏卫生设施的例子：不卫生的坑式厕所，仅用布来遮挡，位于孟加拉国迈门辛的Kalibari社区

在2000年纽约千禧峰会和约翰内斯堡可持续发展期间，联合国制定了千年发展目标（Millennium Development Goals，简称MDG），旨在消除贫穷和可持续发展。具体目标是到2015年，将无法获得饮用水和卫生设施的人数，在1990年的基础上减少一半。JMP和联合国开发计划署（United Nations Development Programme，简称UNDP）在2006年发布的《人类发展报告》显示，实现MDG卫生设施目标的进展非常缓慢，目标的实现与当前的现实之间差距巨大。
造成这一差距，有很多原因。一个主要原因是，尽管卫生设施至关重要，但很少能受到像其它议题一样的政治关注。卫生设施在国际发展议程中不受重视，与其它项目，诸如与供水相关的项目相比，不可同日而语。
WHO和UNICEF的供水与卫生设施联合监测计划（JMP）每两年发布一次最新报告，来评估各种类型的饮用水源和卫生设施在各个国家和地区，以及全球范围内的使用情况。2015年的JMP报告指出：
- 在1990到2015年间，全球范围内露天排便的比例已经由38%下降到25%。到2015年，全世界还剩下不到十亿人（9.46亿）仍然仍在露天排便。
- 2015年，按照JMP对“改善的卫生设施（英语：Improved sanitation）”的定义，全球82％的城市人口和51％的农村人口正在使用改善的卫生设施。[47]

### 经济效益
管理人类粪便，对公共卫生和环境来说，都有相当可观的社会效益。在卫生设施上每花1美元，估计回馈社会的价值就会达到5.50美元。: 2

### 各种举措

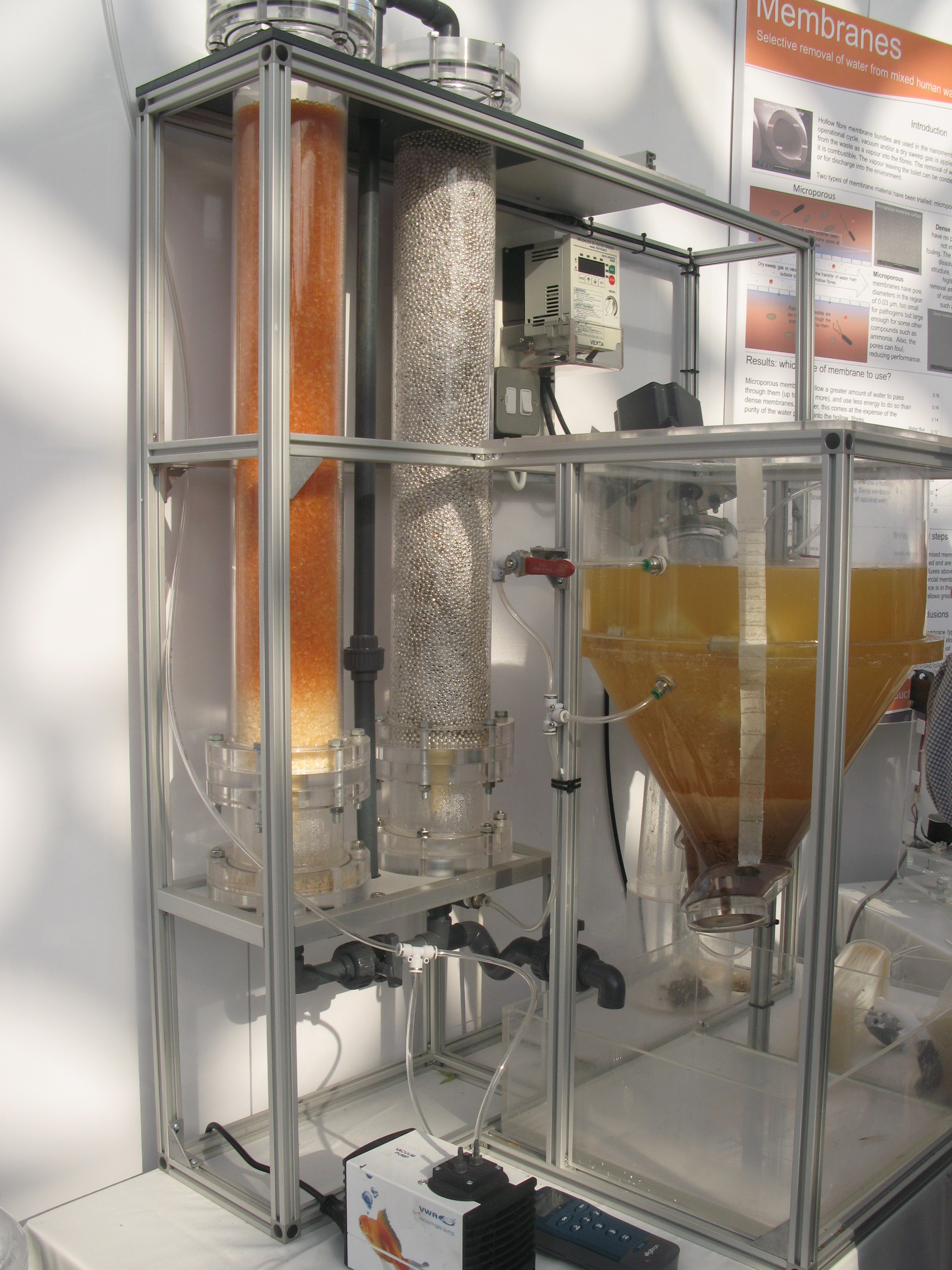
盖茨基金会“重塑厕所挑战”计划资助的“纳米膜厕所”的处理部分

2011年，比尔及梅琳达·盖茨基金会启动了“重塑厕所挑战”（Reinvent the Toilet Challenge）计划，以促进更安全、更有效的方法来处理人类粪便。该计划旨在开发有助于弥合全球卫生设施差距的技术。

## 成本
2018年进行了一项研究，用来比较非洲和亚洲发展中城市的完整卫生设施链系统的生命周期成本。研究发现，在大多数情况下，传统的下水道系统是最昂贵的卫生设施选项，按卫生设施系统的成本排序，接下来依次是化粪池、通风改进的旱厕（Ventilated Improved Pit，简称VIP）、尿便分离旱厕和冲水坑式厕所。城市卫生设施财务成本的主要决定因素包括：技术类型、劳动力、材料和资源成本、人口密度、地形、卫生设施系统提供服务的水平、土壤状况、能源成本及其它（与污水处理设施的距离、气候、处理产品的最终用途、商业模式、地下水位高度）。

## 历史
最初，主要的人类居住区会只能建在地表淡水丰富的地方，例如河流或天然泉水附近。在整个历史进程中，人们一直在设计各种系统，以将水引入他们的社区和家庭，并处理（后来还处置）废水。当时处理污水的主要方式是，将污水直接排放到自然水体，如江河湖海中，它们在那里被稀释和发散。
亚洲的印度河流域文明的卫生设施，是一个青铜时代（公元前3300-1300）公共供水和卫生设施的例子。
古罗马的卫生设施相当广泛。这些系统由石头和木头排水管道组成，用于收集和排放人口稠密地区的废水——例如马克西姆下水道排入罗马的台伯河。据估计，古罗马最早的下水道建造于公元前800年到公元前735年之间。尽管如此，仍然广泛存在几种能引起痢疾的寄生虫类型（肠道寄生虫）。
在中世纪中期以前，在欧洲大部分地区，几乎都没有其它卫生设施的记录。在中世纪，不卫生的条件和过度拥挤在整个欧洲和亚洲都很普遍。这导致了瘟疫的蔓延，比如查士丁尼大瘟疫（541-42）和黑死病（1347-1351），数以千万计的人因此丧生。在整个中世纪，欧洲的婴幼儿死亡率普遍很高，部分原因就是缺乏卫生设施。